# Graphis
Graphis est un magazine de graphisme trilingue couvrant les avancées dans le domaine du design et plus particulièrement du design graphique. Sa première publication a lieu en 1944 en Suisse grâce à Walter Herdeg.